# Гибсон, Дон (футболист)
То́мас Ри́чард До́нальд Ги́бсон (англ. Thomas Richard Donald Gibson; родился 12 мая 1929 года в Манчестере), более известный как Дон Гибсон (Don Gibson) — английский футболист, выступавший в послевоенный период за «Манчестер Юнайтед», «Шеффилд Уэнсдей» и «Лейтон Ориент».
Уроженец Манчестера, Гибсон перешёл в «Манчестер Юнайтед» в 1946 году в качестве любителя. В августе 1947 года подписал свой первый профессиональный контракт. За основной состав «Юнайтед» дебютировал 26 августа 1950 года в матче Первого дивизиона против «Болтон Уондерерс». В сезоне 1952/1953 был вытеснен из состава ирландцем Джонни Кэри, ставшим основным правым хавбеком. Всего провёл за «Юнайтед» 115 матчей. В июне 1955 года перешёл в клуб «Шеффилд Уэнсдей» за £8000. Позднее выступал за клуб «Лейтон Ориент».
Приходился зятем Мэтту Басби, известному тренеру «Манчестер Юнайтед».